# Пшеничне поле з круками
«Пшеничне поле з круками» (нід. Korenveld met kraaien) — картина нідерландського художника Вінсента ван Гога, написана навесні 1890 року, одна з найзнаменитіших його робіт.

## Історія
Картина була закінчена, імовірно, 10 липня 1890 року, за 19 днів до смерті Ван Гога в Овер-сюр-Уазі. Існує версія, що Вінсент наклав на себе руки в процесі написання цієї картини; така версія фіналу життя художника була зображена у фільмі «Жага до життя», де актор, який грає Ван Гога (Кірк Дуглас), стріляє собі у голову в полі, завершуючи роботу над полотном. Проте в цієї теорії немає жодних доказів, крім вираженої депресивності картини, що, ймовірно, і викликало асоціацію зі скоєним невдовзі самогубством художника. Довгий час вважалося, що це остання робота Ван Гога, але дослідження листів Вінсента з високою ймовірністю свідчать про те, що його останньою роботою стала картина «Пшеничні поля», хоча в цьому питанні все ще існує неоднозначність.